# Rock and Roll Survivers
Rock and Roll Survivers – ostatni studyjny album zespołu Fanny, wydany w 1974 roku przez Casablanca Records.
Album został ponownie wydany na płycie kompaktowej w 2009 roku przez wytwórnię Cherry Red.
Na tym albumie po raz pierwszy od powstania zespołu pod nazwą Fanny (wcześniej grupa nosiła nazwy The Svelts i Wild Honey, a ich jedynymi stałymi członkami były siostry Millington i Alice de Buhr) dochodzi do zmiany składu formacji. Perkusistkę Alice de Buhr zastąpiła Brie Brandt (Howard), wcześniej występująca w The Svelts, a gitarzystkę June Millington - siostra Suzi Quatro, Patti, która działała w innym żeńskim zespole, The Pleasure Seekers.
Z tego albumu pochodzi utwór Butter Boy, napisany przez Jean Millington o jej miłości do Davida Bowie, który był fanem zespołu. Singel zajął 29 miejsce na liście przebojów Billboard Hot 100. Utwór zainspirował Jackie Fox z zespołu The Runaways do grania rock and rolla. Jackie wspomina swoje pierwsze wrażenie na widok Fanny: One miały te fryzury w stylu groupies, buty na koturnach i szalony styl ubioru. Zobaczyłam je i powiedziałam, "One to umieją. Zobaczcie, dziewczyny umieją grać rocka." Zapragnęłam być jak one.

## Lista utworów
Opracowano na podstawie materiału źródłowego.
| 1.  | Rock And Roll Survivors (Nickey Barclay)                     | 4:27  |
|     |                                                              |       |
| 2.  | Butter Boy (Jean Millington)                                 | 3:22  |
|     |                                                              |       |
| 3.  | Long Distance Lover (Patti Quatro)                           | 3:35  |
|     |                                                              |       |
| 4.  | Let's Spend The Night Together (Mick Jagger, Keith Richards) | 3:31  |
|     |                                                              |       |
| 5.  | Rockin' (All Nite Long) (Quatro)                             | 2:38  |
|     |                                                              |       |
| 6.  | Get Out Of The Jungle (Quatro)                               | 3:58  |
|     |                                                              |       |
| 7.  | Begger Man (Quatro)                                          | 4:05  |
|     |                                                              |       |
| 8.  | Sally Go 'Round The Roses (L. Stevens, Z. Sanders)           | 3:30  |
|     |                                                              |       |
| 9.  | I've Had It (C. Bonura, R. Ceroni)                           | 3:02  |
|     |                                                              |       |
| 10. | From Where I Stand (Barclay)                                 | 6:47  |
|     |                                                              |       |
|     |                                                              | 38:55 |
|     |                                                              |       |

## Wykonawcy
- Jean Millington – gitara basowa, wokal
- Patti Quatro – gitara, wokal
- Nickey Barclay (na okładce albumu podpisana jako Nicole Barclay) – keyboard, wokal
- Brie Howard (Brandt) – perkusja, wokal